# SIG Sauer (Schweiz)

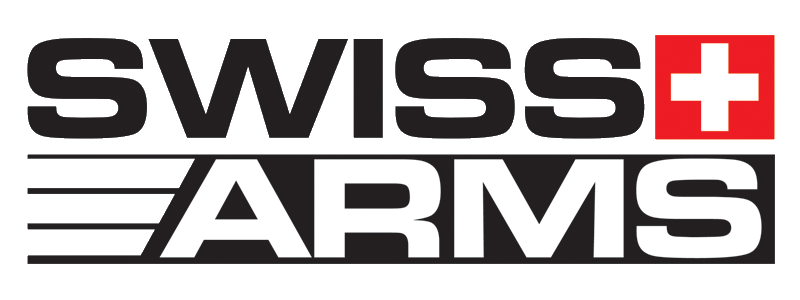
Altes Logo von Swiss Arms

Die SIG SAUER AG, bis Ende 2019 unter dem Namen SAN Swiss Arms AG eingetragen, ist ein Schweizer Waffenhersteller in Neuhausen am Rheinfall, der den im Jahr 2000 von der Schweizerischen Industrie-Gesellschaft (kurz: SIG) abgespaltenen Waffenbereich übernommen hat. Er stellt Sturmgewehre für militärische, sportliche und polizeiliche Zwecke her und vertreibt in der Schweiz Waffen von J. P. Sauer & Sohn. Das Unternehmen ist Teil der L & O Holding, zu der auch die deutsche SIG Sauer GmbH & Co. KG sowie die US-amerikanische Einheit SIG Sauer Inc. gehört.

## Waffen
- SIG 550, Sturmgewehr
  - SG 551, Sturmgewehr
  - SG 552, Sturmgewehr
  - SG 553, Sturmgewehr
  - SG 750 Creedmoor, Sturmgewehr
- SG 751 SAPR, Präzisionsgewehr
- SAN 511, 12,7 × 99 mm NATO Anti-materiel rifle
- GLG 40, Granatwerfer
- GL 5040/5140, Granatwerfer
- GL 5340, Granatwerfer